# Kathleen Seidel
Vous lisez un « bon article » labellisé en 2016.
Pour les articles homonymes, voir Seidel.
Kathleen Seidel est une bibliothécaire américaine, militante du mouvement pour les droits des personnes autistes. L'un de ses enfants est diagnostiqué avec syndrome d'Asperger, son père — décédé depuis au moins 2008 — présentait des traits similaires. Elle a créé et maintenu jusqu'en 2008 neurodiversity.com, un site complet sur la recherche consacrée à l'autisme, destiné à faciliter l'information dans ce domaine, et dont le slogan promeut la neurodiversité. Chercheuse et blogueuse, elle réside à Peterborough, dans le New Hampshire, avec son mari et ses enfants.
Elle est surtout connue pour ses enquêtes et ses écrits dans le domaine de l'autisme. Elle enquête sur le travail et la conduite d'un médecin et expert judiciaire américain, Mark Geier, et de son fils, David Geier. Ils promeuvent la chélation et la prise d'une hormone appelée Lupron pour soigner l'autisme. Cela conduit la commission médicale à mener des actions dans plusieurs États américains, puis à interdire à Mark Geier d'exercer la médecine, pour finalement aboutir à la mise en accusation de David Geier pour exercice illégal de la médecine. Kathleen Seidel a également travaillé sur la rédaction d'un ouvrage et d'un article de cryptographie. Critiquée autant qu'admirée pour ses prises de positions, celles-ci lui ont valu d'être qualifiée d'« Erin Brockovich des troubles du spectre de l'autisme ».

## Biographie
Kathleen Seidel est l'aînée de sept enfants. Sa mère, professeure de musique et éducatrice spécialisée, a enseigné à des enfants gravement handicapés. Son père était ingénieur chimiste, et présentait d'après elle des traits caractéristiques des troubles du spectre de l'autisme. Elle grandit à Anaheim, en Californie. En 1973, elle entre à l'université de Californie à Santa Cruz. Elle y étudie la littérature — anglaise et russe — ainsi que les arts du livre. Elle étudie ensuite à l'université Columbia de New York, et y obtient une maîtrise en bibliothéconomie.
Ses études terminées, Kathleen travaille pendant trois ans dans une bibliothèque, pour enfants à Asheville, en Caroline du Nord. Elle retourne ensuite à New York, où elle rencontre son futur mari, Dave Seidel, un guitariste, avec lequel elle vit toujours. Elle travaille pendant quelques années pour Orbis International, un hôpital d'enseignement chirurgical, puis pour la fondation Taconic (dont les efforts ont porté sur la justice sociale), en tant qu'assistante du directeur. En 1995, elle s'installe avec son mari dans le New Hampshire, pour y élever leurs deux enfants. En 2000, l'un de ses fils est diagnostiqué autiste, à l'époque sous la forme dite syndrome d'Asperger, à l'âge de dix ans. C'est à cette occasion qu'elle commence à s'intéresser au milieu de l'autisme, et à étudier les traits autistiques des membres de sa famille. Elle décrit ce diagnostic comme une « révélation », et étudie les attentes de son fils de manière à mieux respecter sa différence.

## Carrière de blogueuse
Kathleen Seidel milite dans le cadre du mouvement pour les droits des personnes autistes. Elle est connue pour sa gestion du site web Neurodiversity.com, dont l'objectif est de « rendre hommage à la diversité du câblage (du cerveau) humain » (« Honoring the variety of human wiring »). Ce site présente les dernières informations en matière de recherche consacrée à l'autisme, et constitue l'une des sources d'informations les plus complètes du web en ce domaine. Seidel l'a créé dans le but de faciliter la diffusion d'informations sur l'autisme. Il présente notamment une liste de personnalités célèbres qui auraient été neurodivergentes. Elle y tient un blog majoritairement consulté par des femmes concernées par l'autisme. L'économiste Tyler Cowen note que les échanges y sont généralement courtois, et très éloignés des théories conspirationnistes en matière d'autisme. Kathleen Seidel appartient en ce domaine à un courant de mères fières de leurs enfants, souhaitant qu'ils ne soient pas présentés comme déficients. Le site n'est plus tenu à jour depuis 2008.

### Soumission àAutoimmunity Reviews
L'une de ses actions les plus influentes a été la soumission d'un mail d'investigation long de 2 500 mots au comité scientifique de la revue Autoimmunity Reviews [« Examens de l'auto-immunité »], après que celle-ci a publié un article de Mark Geier à propos de l'utilisation du Lupron. Elle n'a pas reçu de réponse, mais la publication de Mark Geier fut ensuite retirée. Simon Baron-Cohen affirme par la suite que le Lupron a de nombreux effets secondaires indésirables. À cette occasion, les Geier ont qualifié Kathleen Seidel de « vicious » (« vicieuse », « méchante » ou « brutale »),.
Elle a également critiqué Boyd Haley pour son marketing présentant l'OSR#1 comme un complément alimentaire adapté aux autistes. Ce produit a depuis été retiré de la vente.

### Subpoena

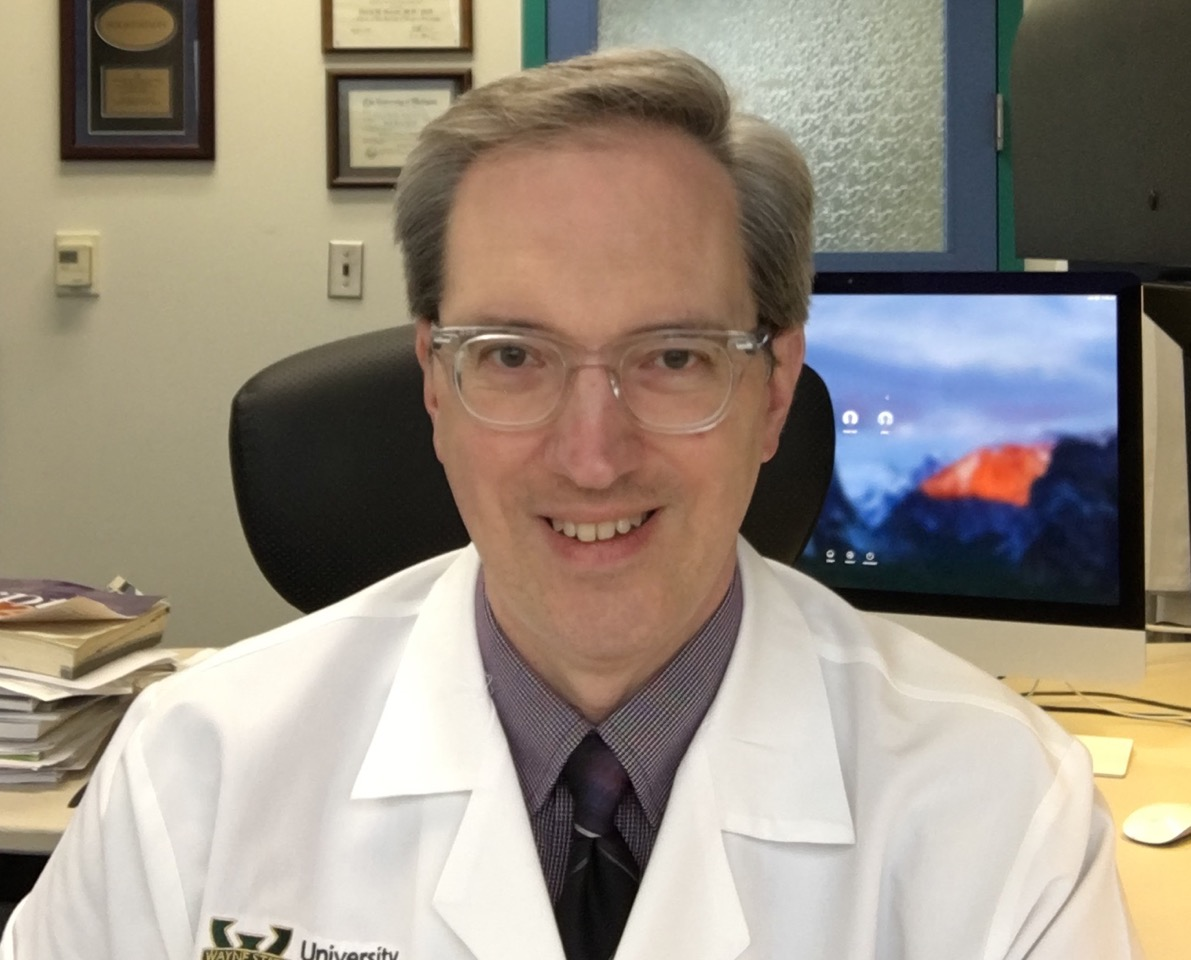
David Gorski fait référence au subpoena de Kathleen Seidel sur son blog.

D'après Andrew Solomon (dans un article du magazine New York), Kathleen Seidel a fait l'objet d'un subpoena, qui, selon lui, a eu lieu le 26 mars 2008. Clifford Shoemaker, un avocat spécialisé dans les accidents de vaccination, lui enjoint de déposer et de produire des documents dans une affaire judiciaire où elle n'est pas impliquée, Sykes v. Bayer[pourquoi ?]. Elle a été soutenue par Public Citizen. Le subpoena semble avoir été motivé par un post sur son blog au sujet de cette affaire. Comme le note David Ardia dans son blog du PBS, Idea Lab, « le message de Seidel se concentre principalement sur des développements dans le cadre du procès, mais certaines tournures de son écrit critiquent les Sykes et leur affaire ». Par exemple, elle a indiqué que les Sykes ont « agressivement promu l'hypothèse discréditée par une très grande majorité du monde scientifique selon laquelle l'autisme est une conséquence de l'intoxication au mercure », et a décrit sa poursuite judiciaire comme « une hydre à plusieurs têtes, une quête de vengeance, de compensation, et de validation judiciaire d'une théorie de causalité de l'autisme catégoriquement rejetée par la plus grande partie de la communauté scientifique, par de nombreux tribunaux, et par un grand nombre de personnes et de familles dont ils prétendent représenter les intérêts ».
Dans le cadre de cette affaire, Kathleen Seidel fait l'objet de critiques du fait que son mari, un wikipédien, a apporté des modifications à la page de Wikipédia en anglais consacrée aux Geier. David Gorski écrit sur son blog, Respectful Insolence [« Insolence Respectueuse » : « [L]a lecture du subpoena révèle de manière stupéfiante que Shoemaker espère démontrer que Kathleen a accepté l'appui du gouvernement fédéral ou des fabricants de vaccins, ce que, je suppose, il espère utiliser pour la traîner dans la boue et détruire sa crédibilité. Il n'y a rien, mais Shoemaker pense le contraire, et c'est suffisant. » Kathleen Seidel décrit la citation à comparaître comme étant « très vague », et dépose une requête en annulation. Shoemaker a été sanctionné en conséquence,. Son rôle dans la dénonciation du charlatanisme des Geier est expliqué par Seth Mnookin comme suit : « L'utilisation du Lupron sur les enfants autistes par les Geier a d'abord reçu une attention considérable en 2006, lorsque Kathleen Seidel a mis en ligne une série de seize épisodes sur son site web, neurodiversity.com. » Elle y décrit notamment une conférence des Geier en 2005, durant laquelle David Geier faisait un lien entre testostérone et mercure.

## Enquête sur la cryptographie

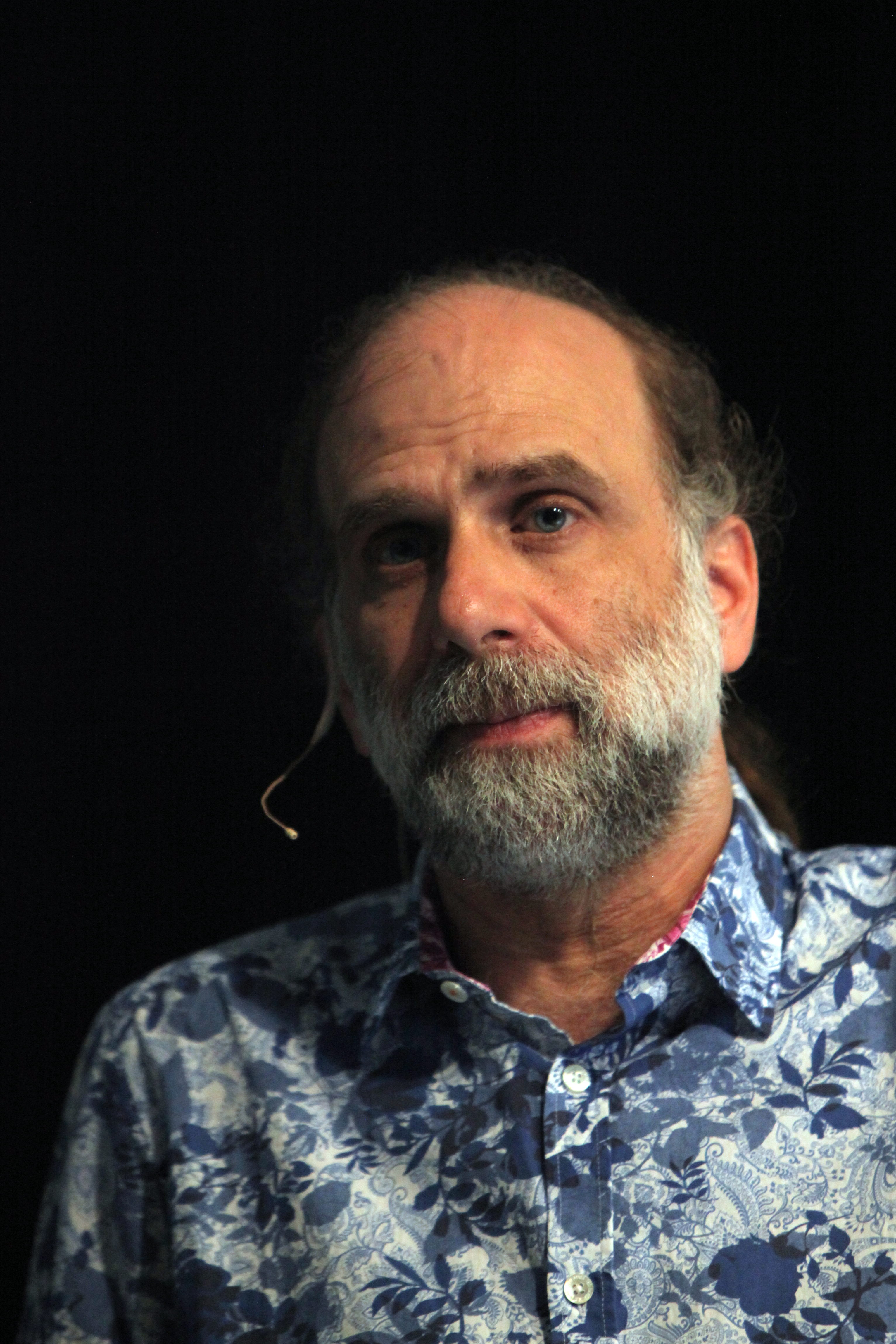
Bruce Schneier, co-auteur d'une étude de cryptographie avec Kathleen Seidel.

En 2016, avec Bruce Schneier et Saranya Vijayakumar, Kathleen Seidel coécrit une étude sur l'efficacité des restrictions imposées aux exportations de produits de chiffrement depuis les États-Unis sur leur disponibilité dans d'autres pays, ainsi que sur les lois exigeant que les logiciels de cryptographie soient conçus avec une porte dérobée à laquelle le gouvernement des États-Unis peut accéder. Dans leur étude, les coauteurs indiquent que de telles interdictions ont toujours laissé à ceux qui veulent éviter que le gouvernement puisse accéder à leurs données ou imposer l'utilisation de logiciels américains ou britanniques un grand nombre de solutions de rechange. Elle a également aidé Bruce Schneier dans la rédaction de son ouvrage Data and Goliath.

## Vie privée
Kathleen Seidel vit dans un ranch campagnard situé à Peterborough, dans le New Hampshire, et aime la lecture ainsi que la musique. Le pédiatre Paul Offit, qui l'a interviewée chez elle en 2007 et 2008, la décrit comme une femme de nature joyeuse et souriante. Elle et son mari, Dave, ont deux enfants, dont l'un a un trouble du spectre de l'autisme (TSA). L'écrivain Andrew Solomon et l'anthropologue Ariel Cascio estiment que Kathleen présente un TSA ou des traits similaires,, mais l'économiste Tyler Cowen pense l'inverse.

## Prises de position

### Controverse sur la vaccination
Kathleen Seidel est connue pour critiquer ceux qui prétendent que la vaccination cause l'autisme. Elle s'oppose à ce que les enfants autistes soient décrits comme « endommagés ». Le 29 mai 2005, elle envoie une lettre ouverte au journaliste du New York Times David Kirby, auteur de l'essai Evidence of Harm [« Un dommage évident »]. Intitulée Evidences of Venom [« Un venin évident »], cette lettre soulève les conséquences de sa publication sur les personnes autistes, qui entendent les non-autistes parler de leur autisme comme d'une tragédie et d'un empoisonnement, et voient se multiplier les sites web présentant l'autisme comme une épidémie, tout en exprimant leur inquiétude envers les autistes et l'autisme.
En 2007, en réponse aux revendications d'un lien entre le mercure et l'autisme, elle écrit : « Certaines personnes disent « Mon enfant est un dépôt pour déchets toxiques » ; les gens ne comprennent pas la stigmatisation. Je ne veux pas que quelqu'un regarde un membre de ma famille de cette façon ». Seidel voit dans l'idée selon laquelle la vaccination cause l'autisme « un symbole » nourri par plusieurs facteurs contribuant à une hystérie collective. Notamment, les personnes qui pensent que la vaccination cause l'autisme sont d'après elle obnubilées par l'idée de « pureté », ceux qui proposent des pseudo-thérapies de chélation l'étant par une idée de rédemption, comme l'illustre d'après elle le slogan du principal organisme qui promeut cette pseudo-thérapie.

### Défense de la neurodiversité
Kathleen Seidel estime que la priorité pour améliorer la vie des personnes autistes n'est pas la recherche d'un remède, mais la lutte contre l'exclusion sociale. D'après la sociologue française Brigitte Chamak, en 2004, elle s'est opposée à la généralisation de la thérapie cognitivo-comportementale pour tous les enfants autistes, estimant « déraisonnable et oppressante » l'insistance avec laquelle il est demandé aux personnes autistes de modifier certaines « particularités pourtant inoffensives ». Elle demande davantage de respect de la différence des autistes, pour qui le contact visuel et les câlins sont désagréables, plaidant pour que les institutions s'occupant de l'autisme prennent en compte l'avis de ces personnes, qui déclarent souvent trouver ces situations désagréables. Elle milite également pour la valorisation des qualités des personnes autistes, afin que l'annonce du diagnostic ne soit plus vécue comme un drame pour les parents :

« L'autisme est autant une partie de notre humanité que la capacité de rêver. C'est l'une des possibilités dans notre monde. Il fait partie de la condition humaine [...]. »

— Kathleen Seidel, Interview par Andrew Solomon.
Elle s'est opposée à une déclaration de Thomas R. Insel, directeur du National Institute of Mental Health (NIMH), disant que l'autisme « enlève l'âme des enfants ». Elle propose l'abandon des étiquettes stigmatisantes telles que « trouble », « déviance » ou « syndrome », au profit de la notion de « différence cognitive », et s'oppose aux mots à l'impact négatif, tels qu'« incurable ». Son blog comporte une section intitulée « Meurtres de personnes autistes », dans laquelle elle a tenu à jour une liste d'affaires impliquant généralement le meurtre d'enfants ou d'adultes autistes sévères par leur famille. Elle n'est pas opposée par principe à la recherche génétique sur l'autisme, et soutient le développement d'antagonistes qui réduiraient l'anxiété et l'agressivité.
Elle fait l'objet de critiques de la part de Jon Mica, père d'un enfant autiste, qui écrit dans The Autistic Holocaust que Seidel a attaqué systématiquement les Geier sur son blog, et qu'elle se réfère à l'autisme comme à un « cadeau », en condamnant sévèrement ceux qui pensent différemment d'elle.

## Hommages et influence

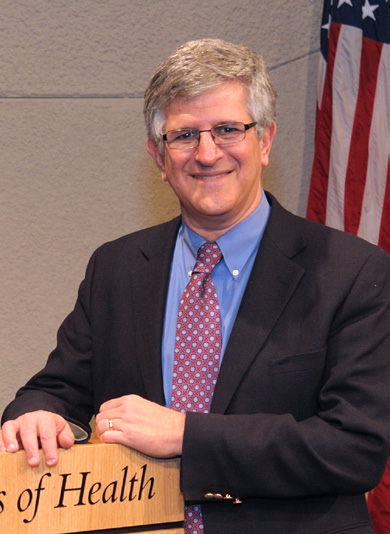
Le pédiatre américain Paul Offit dédie l'un de ses ouvrages à Kathleen Seidel.

Eileen Riley-Hall, écrivain et mère de deux enfants autistes, a salué la « belle plume » de Kathleen Seidel, ainsi que sa passion et son éloquence dans la défense des enfants avec TSA. Après la soumission de son article d'investigation à la rédaction de la revue Autoimmunity Reviews, Irving Gottesman l'a surnommée « l'Erin Brockovich des troubles du spectre de l'autisme ». Simon Baron-Cohen a dit être « impressionné par l'érudition de Mme Seidel sur neurodiversity.com ».
Paul Offit lui dédie (ainsi qu'à un certain nombre de chercheurs) son essai Les Faux Prophètes de l'autisme, voyant en elle « peut-être la défenseure des enfants autistes la plus véhémente et la plus persuasive contre le label des dommages par le mercure ». Il ajoute qu'« à elle seule, elle a démontré les allégeances désagréables de ceux qui profitent de la commercialisation de « remèdes » pour l'autisme ». Le médecin britannique Michael Fitzpatrick écrit qu'elle a révélé le plagiat et les violations éthiques des Geier, et qu'avec l'aide d'autres parents blogueurs, elle a mis à jour les pseudo-sciences à l'œuvre dans le domaine de l'autisme. Bruce Schneier la qualifie de « meilleure chercheuse qu'il ait jamais rencontrée ».

### Citation originales
1. ↑  Traduction de : « perhaps the most passionate and persuasive defender of autistic children from the damage-by-mercury label ».